# Günter Kiehm
Günter Kiehm (* 3. August 1931 in Hannover; † 11. Januar 2021) war ein deutscher Politiker (SPD).

## Leben und Beruf
Kiehm arbeitete von 1952 bis 1955 als Verwaltungsangestellter bei der Verwaltung des Landkreises Hannover. Er war seit 1955 als Angestellter in der Gemeinnützigen Wohnungswirtschaft und von 1962 bis 1973 als Geschäftsführer einer kommunalen Wohnungsbaugesellschaft tätig. Von 1974 bis 1980 fungierte er als Direktor des Kommunalverbandes Hannover.

## Politik
Kiehm trat 1950 in die SPD ein und war von 1959 bis 1966 Ratsmitglied der Stadt Barsinghausen. Er war von 1961 bis 1971 Kreistagsmitglied des Kreises Hannover und amtierte dort von 1966 bis 1970 als Landrat. Von 1970 bis 1974 war er für den Wahlkreis Barsinghausen Mitglied des Niedersächsischen Landtages. Bei der Bundestagswahl 1980 wurde er in den Deutschen Bundestag gewählt, dem er bis 1990 angehörte. 1980 und 1987 gewann er das Direktmandat im Wahlkreis Hannover-Land II und 1983 zog er über die Landesliste der SPD Niedersachsen ins Parlament ein.